# Cal Pifarré
Cal Pifarré és una obra de les Borges Blanques (Garrigues) inclosa a l'Inventari del Patrimoni Arquitectònic de Catalunya.

## Descripció
Casa unifamiliar que el seu emplaçament ja la fa singular, es troba en una cantonada però l'angle que dibuixa el carrer és molt tancat i l'arquitecte optà per aprofitar tot el solar. Té planta baixa, primer pis i posteriorment s'hi afegiren unes golfes.
La planta baixa és notablement més ampla, és hi havia el magatzem de la casa. El forjat actual no és l'original, que resta sota el nou. Sota hi ha setze cups d'oli i gra. La façana té un ordre compositiu de forats, trencat a la part baixa per la porta d'entrada i la finestra circular. Totes les obertures originals estan remarcades per motllures sobresortints a les que hi predomina la línia corba, a més a més són de color blanc i creen un gran contrast cromàtic amb la façana. El balustres dels balcons és de forja. Cal destacar la línia de forjat que separa les dues plantes, ornamentada amb petites rajoles amb formes vegetals. L'interior de l'habitatge ha estat remodelat i adaptat a les noves necessitats.
Cal fer especial menció també a una columna de ferro colat situada al centre del magatzem. La seva situació no és casual, ni ornamental, ja que sosté l'embigat que formen l'estructura de la casa. No té cap base, tot i que a la zona del peu té una decoració de grans fulles d'acant, després té un tros del fust estriat però també a la zona baixa, la major part d'aquest fust esvelt és llisa. Al centre hi ha una inscripció que posa C. Piqué Borjas Blancas, un dels primers propietaris de l'immoble. Tot seguit, abans d'arribar al capitell hi ha un collaret d'on arrenquen estries, en relleu i diferent mida a la part superior, i enfonsades i iguals a la inferior. Ja per acabar trobem el capitell, força gran, amb volutes i guarnit per àmplies fulles d'acant estilitzades que es perllonguen cap al fust.

## Història
La casa Sumalla no s'anomenava així en un principi. Sembla que el primer propietari fou un empresari de les Borges Blanques, C. Piqué, d'aquí també el nom de cal Piqué. El nom el trobem a la columna de ferro que hi ha al magatzem (vegeu fitxa núm. 13898) i al medalló central de la finestra circular de la planta baixa.
La façana actual és fruit d'una remodelació: a la planta primera s'ha reduït l'alçada de l'obertura dels balcons que coincidia amb la motllura, de manera que el sostre s'ha rebaixat. Damunt s'han afegit les golfes. A la façana nord-oest, al nivell de la planta baixa, s'ha tapat una porta, encara visible des de l'exterior. La gran finestra d'obertura circular, inicialment tenia vitralls de colors.